# Louise Noëlle Malclès

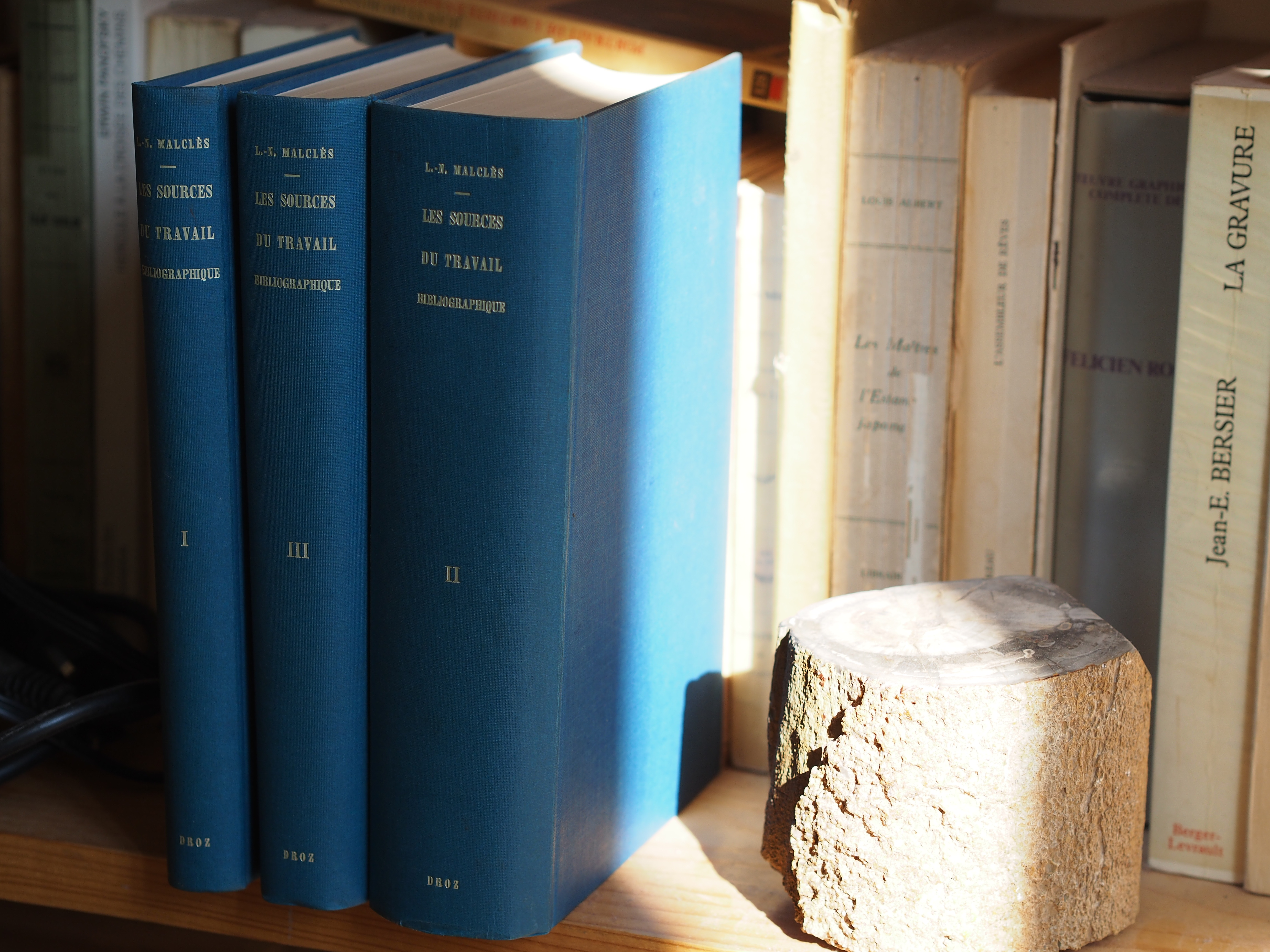
Biografías escritas por Louise Noëlle Marclès

Louise Noëlle Malclès (20 de septiembre de 1899 - 27 de marzo de 1977) fue una bibliógrafa, bibliotecaria y documentalista francesa.

## Biografía
Nace en el sur de Francia y estudia en la Universidad de Clermont-Ferrand. Desde 1928 trabajó en la biblioteca de la universidad de la Sorbona. Bajo su dirección se separó en la biblioteca de esa universidad el área de bibliografía del área de lectura. 
En 1930 se trasladó a Alemania donde se dedica a conocer los catálogos de la Biblioteca Nacional y luego otros tantos países de Europa con la misma finalidad. Desde 1950 comienza a publicar obras de bibliografía basadas en su experiencia dentro del área de bibliografía de bibliotecas. También elabora informes de actividades bibliográficas de la UNESCO y se dedica a la docencia.
Se retira en 1969 como conservadora-jefe y se instala en Aviñón donde muere.
Fue condecorada con la Legión de Honor de Francia.

## Obra académica
Es considerada como una de las más relevantes especialistas en Bibliografía. Malclès definió la Bibliografía como:

la ciencia que se propone buscar, identificar, describir y clasificar documentos impresos con el fin de construir repertorios adecuados para facilitar el trabajo intelectual.

Malclès propone esta definición dentro de la corriente tradicional europea bibliográfica. Considera que los repertorios solo deben de ser de documentos impresos, dejando fuera a los manuscritos y los medios audiovisuales. Su obra Las fuentes del trabajo bibliográfico es una de las más influyentes en este campo. Fue publicado en 4 volúmenes, y consta de dos partes: Bibliografías generales y Bibliografías específicas.
Entre otras reflexiones, Malclès divide la Bibliografía en varias etapas:
- 1.- Prebibliográfica. Abarca desde la antigüedad hasta el final de la Edad Media. No son más que listas de libros que enumeran documentos de una biblioteca o las obras de un autor, es decir, las biobibliografías.
- 2.- Etapa humanística. Desde el siglo XV hasta el siglo XVIII. Se utilizan técnicas más elaboradas, pero siguen manteniéndose los criterios anteriores. Comienzan a aparecer las bibliografías especializadas.
- 3.- Etapa bibliográfica artesanal. Desde 1810 hasta 1914. Se emplean nuevos métodos de trabajo y de investigación. Si hasta entonces la función de las bibliografías especializadas era dar a conocer los trabajos del pasado, a partir de ahora recogerán investigaciones presentes según se publiquen. Las obras son abordadas por un solo bibliógrafo erudito.
- 4.- Etapa bibliográfica técnica. Desde 1920 hasta la actualidad. El trabajo artesanal de un solo bibliógrafo es reemplazado por el trabajo en equipo y la adopción de nuevas técnicas ya automatizadas. Surgen los centros de documentación.

## Obras
- Les sources du travail bibliographique (publicado desde 1950)
- Cours de bibliographie (1954)
- La bibliographie (1960)
- Manuel de bibliographie (1970)